# Замок Вильгельмсбург (Шмалькальден)
Замок Вильгельмсбург (нем. Schloss Wilhelmsburg) — бывшая летняя резиденция гессенских ландграфов, расположенная в немецком городе Шмалькальдене на западе федеральной земли Тюрингия. Принадлежит к наиболее значительным постройкам эпохи Возрождения в Средней Германии, сохранившись до наших дней практически в неизменном виде.
Начиная с периода Высокого Средневековья владение Шмалькальден было кондоминиумом Гессена и Хеннебергов. После пресечения линии последних в 1583 году Шмалькальден полностью отошёл гессенским ландграфам, и правивший в то время Вильгельм IV незамедлительно сделал его одной из своих резиденций. В качестве символического закрепления нового баланса сил на месте средневекового замка XII столетия началось возведение нового дворца в стиле ренессанс, названного в честь правителя Вильгельмсбург.
Хотя общее руководство строительными работами было поручено придворному архитектору голландского происхождения Вильгельму Вернукену (нем. Wilhelm Vernuken, ум. 1607), под эгидой которого была создана и виртуозная роспись репрезентативных помещений дворца, активное участие в разработке планов принял также Вильгельм IV. С освящением замковой капеллы в мае 1590 года основные работы в Вильгельмсбурге были завершены. Мебельное убранство было доставлено из Касселя. При этом разбивка террасированных садов и возведение хозяйственных пристроек продолжались вплоть до 1618 года уже при ландграфе Морице, подолгу останавливавшемся в Шмалькальдене.

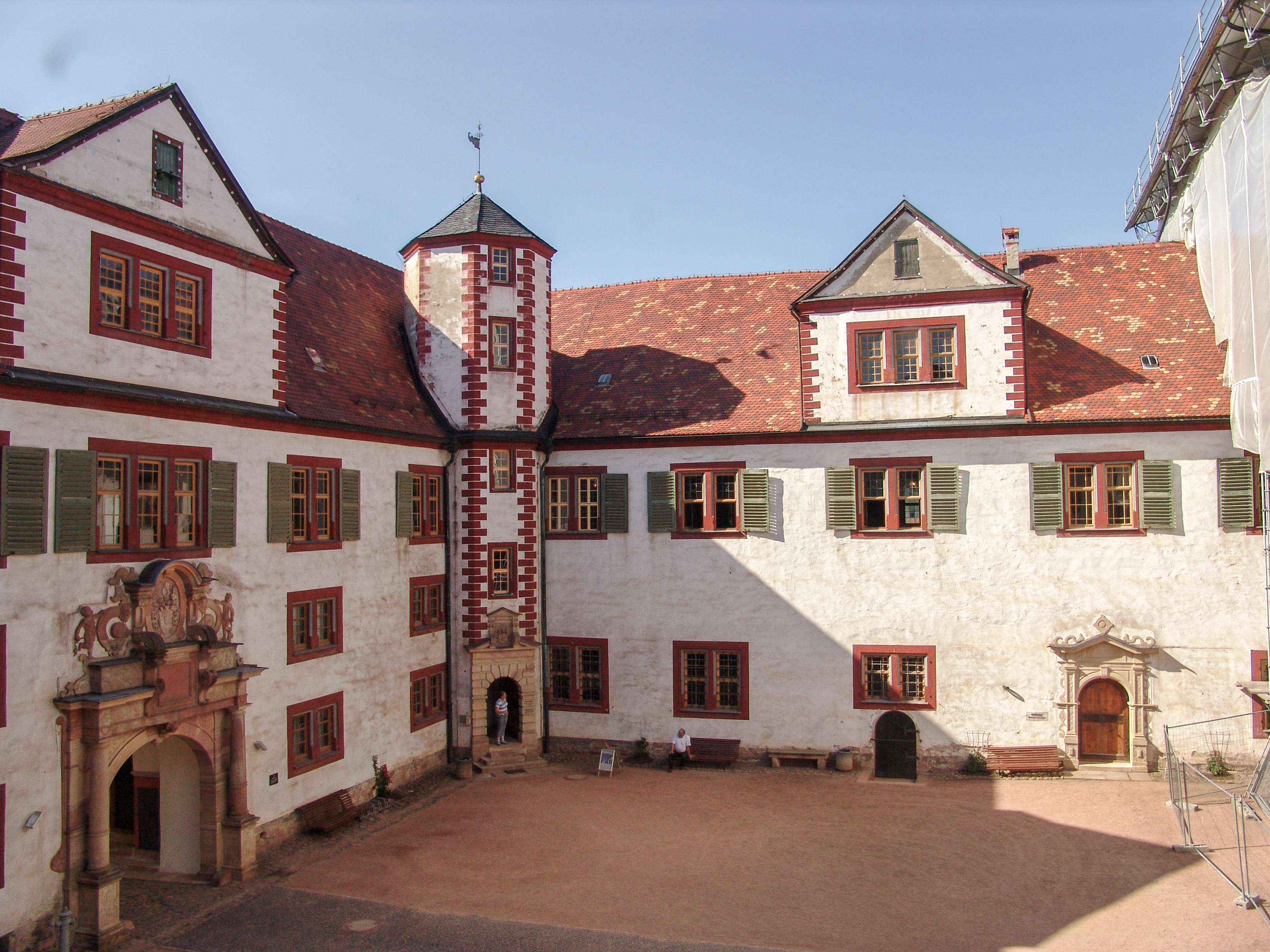
Внутренний двор

В последующие десятилетия гессенские ландграфы потеряли интерес к Вильгельмсбургу, и лишь в конце XVII века он вновь использовался на регулярной основе: в 1677—1683 годах в качестве вдовьей резиденции Гедвиги Софии Бранденбургской и впоследствии её сыном Карлом. Продолжая изредка использоваться в качестве охотничьего замка, Вильгельмсбург был окончательно оставлен в начале XIX века.
В 1873 году замок переняла Ассоциация хеннебергской истории и краеведения (нем. Verein für Henneberger Geschichte und Länderkunde), открыв здесь местный исторический музей.
В настоящее время в замке Вильгельмсбург, находящемся с 1994 года под управлением государственного фонда Дворцы и парки Тюрингии, располагается музей, экспозиция которого посвящена, прежде всего, эпохе Реформации, Шмалькальденскому союзу и дворянской культуре эпохи Ренессанс.